# محطة قطار بوعيش
محطة بو عيش، هي محطة قطار جزائرية سابقة تقع في إقليم بلدية بني ونيف، في ولاية بشار.

## الموقع السككي
تقع المحطة على ارتفاع 954,510 م  ، وتوجد عند نقطة كيلومترية (PK) 573,723 من خط وادي تليلات إلى بشار، حيث تسبقها محطة مريراس المغلقة وتليها محطة بن زيرق المغلقة.

## التاريخ
تم افتتاح المحطة في عام 1905 عند فتح القسم من بني ونيف إلى بن زيرق من الخط القديم ذو سكة ضيقة لـوهران إلى قنادسة عبر محطة سعيدة. تسبقها محطة قطار مريراس القديمة وتليها محطة قطار بن زيراق القديمة، وكانت تقع عند PK 671,800 من هذا الخط.
تُعد هذه المحطة جزءًا من محطات محصنة في الجزائر التي بناها الجيش الفرنسي بين 1881 و1906 على طول الخط بين سعيدة وبشار.

### الخدمات
في عام 2023، لا تُخدم هذه المحطة بقطارات الشركة الوطنية للنقل بالسكك الحديدية.

### مقالات ذات صلة
- خط وادي تليلات إلى بشار
- خط وهران إلى قنادسة
- قائمة محطات في الجزائر

### روابط خارجية
- "ش.و.ن.س.ح". الشركة الوطنية للنقل بالسكك الحديدية. مؤرشف من الأصل في 2025-05-05.